# Zlatičevke
Zlatičevke (znanstveno ime Ranunculaceae) so enoletna ali trajna zelišča, redkeje lesnate ovijalke. 

## Listi in steblo
Listi so navadno brez prilistov, razvrščeni premenjalno, redkeje nasprotno, enostavni ali deljeni. 

## Cvet
Cvetovi so dvospolni, zvezdasti ali somerni. Cvetno odevalo je enojno ali dvojno, listi odevala so nameščeni v vretencu. Zunanji krog cvetnega odevala (čašni listi) je navadno barvit, podoben venčnim listom, notranji krog (venčni listi) pogosto nosi medovno žlezo. Pogosto so razviti medovniki, ki niso podobni listom cvetnega odevala. 
Število cvetnih delov je pogosto veliko in neustaljeno. Nekateri rodovi imajo enojno cvetno odevalo (na primer kalužnice), drugi pa že diferencirano v čašo in venec (na primer zlatice). Listi cvetnega odevala med seboj niso zrasli, pestiči, ki jih je navadno več, pa imajo plodnice nadrasle. 
Prašniki so številni, navadno nameščeni premenjalno. Pestičev je 1 do mnogo, vsak je iz enega plodnega lista, redko so plodni listi med seboj delno zrasli.

## Plod
Plod je mešiček ali orešek, redko jagoda.

## Nekateri predstavniki zlatičevk
- Aconitum (preobjeda)
- Actaea (črnoga)
- Anemone (vetrnica)
- Aquilegia (orlica)
- Caltha (kalužnica)
- Clematis (srobot)
- Helleborus (teloh)
- Hepatica (jetrnik)
- Isopyrum (polžarka)
- Pulsatilla (kosmatinec)
- Ranunculus (zlatica)